# Валландер, Сергей Васильевич
Сергей Васильевич Валландер (21 июня 1917, Красное Село, Петроградская губерния — 19 июня 1975, Ленинград) — советский учёный в области механики. Член-корреспондент АН СССР (1966).

## Биография
Родился в семье медицинского работника и учительницы.
После революции 1917 года отец, Василий Викторович — студент медицинской академии, поехал на Урал на борьбу с тифом. Мама, Татьяна Семёновна, вместе с маленьким Сергеем последовала за мужем. В 1919 году в семье родился второй сын — Михаил. 15 января 1920 года, заразившись тифом, отец умер в Челябинске, потерявшая главу семья вернулась в Петроград.
В школьные годы Сергей увлёкся авиамоделированием. В университете учился на математической специальности, но на 3-м курсе перешёл на занятия гидроаэромеханикой. Окончив университет в 1939 году, поступил в аспирантуру к профессору И. А. Кибелю.
С началом Великой Отечественной войны служил в военно-воздушных силах Краснознамённого Балтийского флота, штурман экипажа по перегонке самолётов из США в СССР, осуществлял воздушное прикрытие морских конвоев с воздуха. Вступил в коммунистическом партию.
Во время воинской службы участвовал в работе научно-исследовательского института, создал и опробовал в боевой обстановке новые таблицы бомбометания по морским целям, принятые затем в морской авиации (1943). В 1946 году, ещё в армии, защитил кандидатскую диссертацию.
Демобилизовавшись, возобновил работу в Ленинградском университете. В 1959 году защитил докторскую диссертацию. Л. И. Седов относил Валландера к числу своих учеников.
В 1950 году присвоено звание профессора, получил первую премию за лучшую научную работу на конкурсе университетских работ. От академика В. И. Смирнова перенял заведование кафедрой гидроаэромеханики, а в 1957 году — пост директора Научно-исследовательского института математики и механики ЛГУ. С 1965 по 1973 год — декан математико-механического факультета ЛГУ.
Скончался от инсульта.
Похоронен на Большеохтинском кладбище Санкт-Петербурга.

## Научные интересы
Основные работы относятся к гидрогазодинамике, теории решёток, теории крыла в сверхзвуковом потоке, закону гиперзвукового подобия, аэродинамике разреженных газов. Дал новые решения некоторых уравнений в частных производных, интегральных уравнений, функциональных уравнений.

### Под его редакцией
- Проблемы механики : Сборник статей / Под ред. Р. Мизеса и Т. Кармана; Пер. с англ. под ред. С. В. Валландера [и др.]. — Москва ; Ленинград : Изд-во иностр. лит., 1955—1959. — 3 т.; 27 см.

## Оценки современников
«Это был романтик от науки. Он не сидел в библиотеках, не корпел над литературой, не систематизировал работ предшественников. Взявшись за задачу, он вникал в неё настолько, что мог говорить о ней, как о чём-то своём, глубоко пережитом. И если проблема допускала простое решение, он принимал его и со вкусом открывал людям.»